# If These Walls Could Talk 2
If These Walls Could Talk 2 (en España, Mujer contra mujer) es un telefilme estadounidense del año 2000 ganador de un premio Emmy y un Globo de Oro. Emitido en la cadena HBO, el filme sigue las historias de tres parejas distintas de lesbianas en tres momentos temporales diferentes. Como ocurría con la original  If These Walls Could Talk, todas las historias tienen lugar en la misma casa. 
La primera historia tiene lugar en 1961, y presenta a Vanessa Redgrave como Edith Tree. Trata de la muerte de su amante y pareja del alma, Abby Hedley (interpretada por Marian Seldes), y la exclusión que sufre Tree de los subsiguientes asuntos "familiares".
La segunda historia, protagonizada por Chloë Sevigny y Michelle Williams, se sitúa en 1972, y trata sobre las duras divisiones que tuvieron lugar dentro del movimiento feminista de la época.
La tercera historia ocurre en el "momento presente", es más amena y ligera, y tiene como protagonistas a Sharon Stone y Ellen DeGeneres, que interpretan a una pareja de lesbianas que intentan tener un hijo. 
Las historias fueron dirigidas por Jane Anderson, Martha Coolidge, y Anne Heche respectivamente.

## Premios y nominaciones
- Premios Emmy
  - Mejor Actriz de reparto en una miniserie o película – Vanessa Redgrave (ganadora).
  - Mejor película hecha para la televisión (nominada).
  - Mejor guion de una miniserie o una película (nominada).
  - Mejor reparto para una miniserie, película o especial (nominación).
- Globos de Oro
  - Mejor Actriz de Reparto en una serie, miniserie o película para televisión – Vanessa Redgrave (ganadora).
- NAACP Image Awards
  - Mejor Actriz en una película para televisión, miniserie o especial dramático – Nia Long (nominación).
- Premios del Sindicato de Actores
  - Mejor interpretación de una actriz en una película para televisión o miniserie – Vanessa Redgrave (ganadora).
- Premios Satellite
  - Mejor Actriz en una película para televisión, miniserie o especial dramático – Vanessa Redgrave (nominación).